# نقطه حباب
نقطه حباب به فشار و دمایی گفته می‌شود که در آن اولین حباب گاز در سیال ایجاد شود. به عبارت دیگر با توجه به ثابت بودن تقریبی دما و ترکیب سیال، افت فشار (در ظرف در بسته) در اثر مکش سیال به خارج، باعث می‌شود در دما و فشار خاصی حباب‌های گاز در سیال به وجود آیند.